# ミツマタ属
ミツマタ属（ミツマタぞく、学名：Edgeworthia、和名漢字表記：三叉属、三椏属）はジンチョウゲ科の属の一つ。
ジンチョウゲ科は、新しいAPG植物分類体系ではアオイ目に含める。

## 特徴
落葉またはほぼ常緑の低木。枝は密に分かれる。葉は長楕円形で、縁は全縁で絹毛でおおわれ、互生する。花序は頭状花序で、苞に包まれ、長い柄をもち頂生または側性する。花は両性で4数性、花弁にみえるのは萼片で、花弁はない。萼筒は厚紙質で絹毛があり、萼裂片は瓦重ね状になる。雄蕊は8個が2列につき、子房は無柄で毛が生え、花柱は長く、柱頭は棍棒状になる。果実は乾質で、萼筒が残存して包む。中に紡錘形の種子がある。枝と葉の維管束の材内篩部に繊維が多い。
中国、ミャンマー、ネパール、インドに4種知られる。日本ではミツマタが慶長年間に渡来し、和紙の原料植物として栽培され、逸出したものが野生化している。園芸品種もあり、観賞用として栽培されている。

## 種

### 日本の帰化種
- ミツマタ Edgeworthia chrysantha Lindl.
  - （シノニム）Edgeworthia papyrifera Siebold et Zucc.
  - （シノニム）Edgeworthia tomentosa (Thunb.) Nakai

### 外国の種
- Edgeworthia eriosolenoides K.M.Feng & S.C.Huang
- ヒマラヤミツマタ Edgeworthia gardneri (Wall.) Meisn.
- Edgeworthia longipes Lace